# Storbritanniens Grand Prix 2009
Storbritanniens Grand Prix 2009 var det åttonde av 17 lopp ingående i formel 1-VM 2009.

## Rapport
Sebastian Vettel i Red Bull tog pole position före Rubens Barrichello i Brawn. Från andra ledet startade Mark Webber i Red Bull och Jarno Trulli i Toyota följda av Kazuki Nakajima i Williams och Jenson Button i Brawn. Bakom dessa stod Nico Rosberg i Williams, Timo Glock i Toyota, Kimi Räikkönen i Ferrari och Fernando Alonso i Renault. 
Vettel tog starten och drog ifrån och vann loppet 15 sekunder före stallkamraten Webber och 41 sekunder före trean Barrichello. 

## Resultat

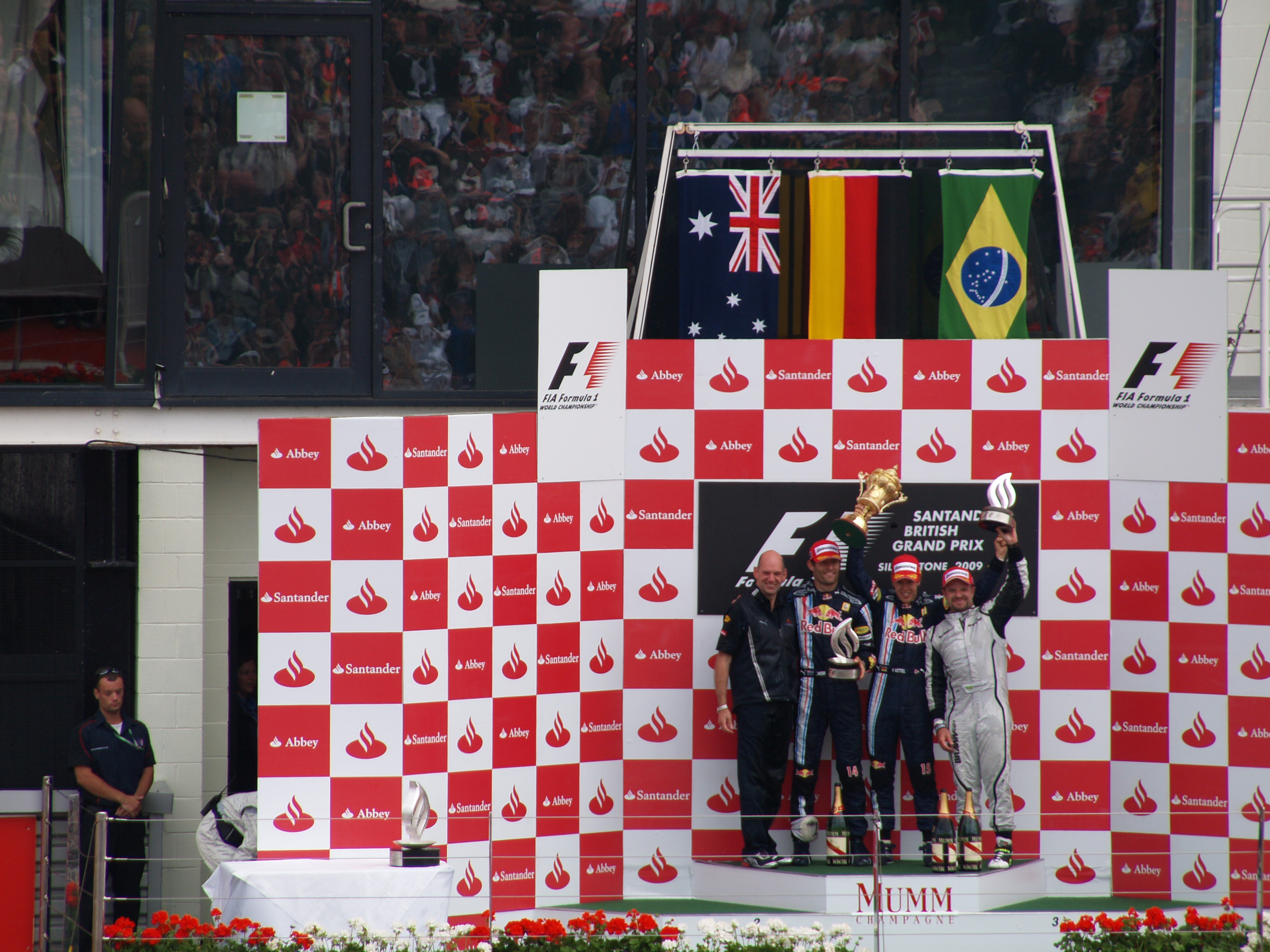
Prispallen i Storbritannien 2009

1. Sebastian Vettel, Red Bull-Renault, 10 poäng
2. Mark Webber, Red Bull-Renault, 8
3. Rubens Barrichello, Brawn-Mercedes, 6
4. Felipe Massa, Ferrari, 5
5. Nico Rosberg, Williams-Toyota, 4
6. Jenson Button, Brawn-Mercedes, 3
7. Jarno Trulli, Toyota, 2
8. Kimi Räikkönen, Ferrari, 1
9. Timo Glock, Toyota
10. Giancarlo Fisichella, Force India-Mercedes
11. Kazuki Nakajima, Williams-Toyota
12. Nelsinho Piquet, Renault
13. Robert Kubica, BMW Sauber
14. Fernando Alonso, Renault
15. Nick Heidfeld, BMW Sauber
16. Lewis Hamilton, McLaren-Mercedes
17. Adrian Sutil, Force India-Mercedes
18. Sébastien Buemi, Toro Rosso-Ferrari

### Förare som bröt loppet
- Sébastien Bourdais, Toro Rosso-Ferrari (varv 37, olycksskada)
- Heikki Kovalainen, McLaren-Mercedes (36)